# اسقف‌نشین اوسل-ویک
اسقف‌نشین اوسل-ویک (استونیایی: Saare-Lääne piiskopkond) یک اسقف‌نشین کلیسای کاتولیک و شاهزاده-اسقف از ۱۲۲۸ تا ۱۵۶۰ میلادی در بخش‌هایی از کشور استونی امروزی بوده که شامل شهرستان ساره، شهرستان هیو، شهرستان لنه و غرب شهرستان پارنو می‌شده.

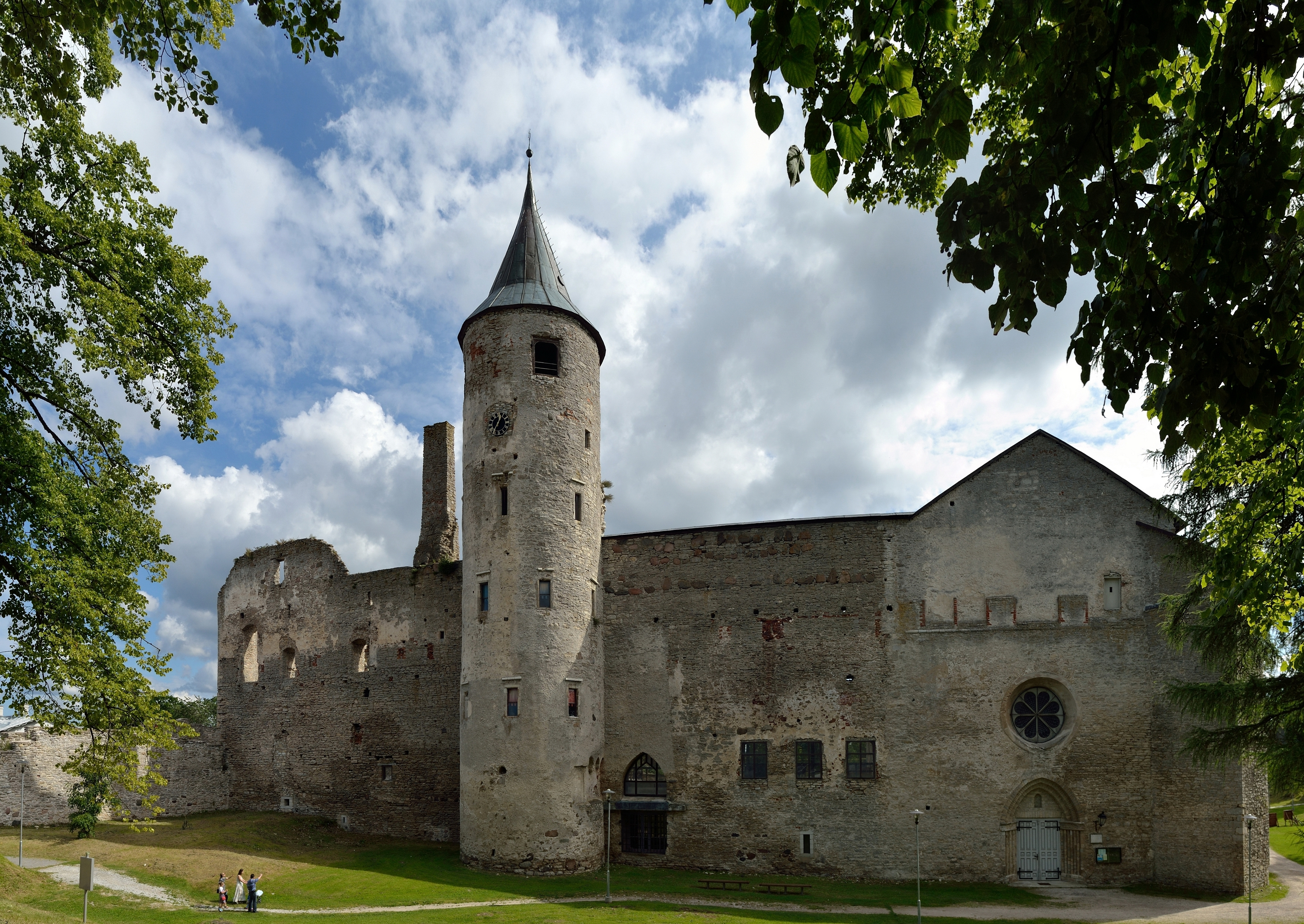
قلعه اسقفی هاپسالو